# Nová lidová fronta
Nová lidová fronta (francouzsky: Nouveau Front populaire) je francouzská předvolební koalice levicových politických stran. Vznikla 10. června 2024 po volbách do Evropského parlamentu 2024. Politicky koalice navazuje na Novou ekologickou a sociální lidovou unii (NUPES), která existovala v letech 2022 až 2024. Název koalice se inspiroval antifašistickou Lidovou frontou, která ve Francii existovala v letech 1935 až 1938.
Účelem koalice bylo dosažení maxima mandátů v dvoukolových parlamentních volbách, které na červen a červenec 2024 vyhlásil francouzský prezident Emmanuel Macron. V nich bylo, po úspěchu ve volbách do Evropského parlamentu, favorizováno francouzské krajně pravicové Národní sdružení.
Koalice sdružuje levicové a radikálně levicové strany La France insoumise, Socialistická strana, Les Écologistes, Francouzská komunistická strana a další malé a regionální levicové strany.

## Historie
Před volbami do Národního shromáždění v roce 2022 několik stran francouzské levice utvořilo volební koalici Nová ekologická a sociální lidová unie (NUPES). Spojením chtěly jednotně čelit stranám krajní pravice Národnímu sdružení Marine Le Pen a liberálního středu En Marche! Emmanuela Macrona. Strany koalice skončily v opozici, nicméně neměly jednotnou parlamentní skupinu.
Volby do Evropského parlamentu konané začátkem června 2024 přinesly úspěch Národnímu sdružení (30 % hlasů) a propad Macronovy Obnovy (14,6 %). V důsledku Macron okamžitě (na 30. června a 7. července) vyhlásil volby do Národního shromáždění. Francouzská levice začala hovořit o významném nebezpečí před krajní pravicí. Evropské volby ale ukázaly nejednotnost koalice NUPES, kdy strany často kandidovaly odděleně. Do popředí francouzské levice se navíc znovu dostala Socialistická strana (13,8 % hlasů) před La France insoumise (9,89 %).
Dne 10. června 2024 levicové strany přesto uzavřely novou volební koalici s názvem Nová lidová fronta (NLF). Název měl evokovat Lidovou frontu z třicátých let dvacátého století, která se zformovala proti narůstajícímu vlivu krajní pravice.
Ve volbách roku 2024 bylo z 546 kandidátů NLF: 229 z La France insoumise, 175 ze Socialistické strany, 92 z Les Écologistes a 50 z Francouzské komunistické strany. V případě, že do druhého kola voleb postoupili kandidáti Fronty z třetího místa, tak v rámci principu tzv. republikové fronty odstoupili. Šlo o cca 130 kandidátů. Nová lidová fronta se ve volbách umístila na prvním místě a získala 180% mandátů. Žádná strana nedosáhla většiny. Po volbách volební koalice dva týdny jednala o kandidátovi na premiéra, až koncem července navrhla nepříliš známou ředitelku hospodaření městského úřadu Paříže Lucii Castets. Prezident Macron v té době odmítl jednat o udělení pověření k sestavení vlády. Nejdříve chtěl záruku, že kandidátka bude mít podporu většiny dolní komory parlamentu. Současně také odložil jednání o nové vládě až do druhé poloviny srpna, kdy měla skončit olympiáda konaná v Paříži. Koncem srpna Macron odmítl kandidátku levicových stran a odůvodnil to tím, že krajní pravice by v případě jmenování levicové kandidátky vyvolala hlasování o nedůvěře vlády. Macron následně v září jmenoval premiérem Michela Barniera z konzervativní strany Les Républicains, která ve volbách skončila až čtvrtá se ziskem 5 procent hlasů.
Na začátku prosince 2024 Národní shromáždění schvalovalo státní rozpočet na rok 2025. Ten obsahoval pravicové reformy Macrona a opatření ke konsolidaci veřejných rozpočtů. Se škrty ovšem nesouhlasily jak levicová Nová lidová fronta, tak krajně pravicové Národní sdružení. Jelikož vláda odmítla dělat v návrhu ústupky požadované Národním sdružením, schválila si možnost schválit státní rozpočet bez hlasování parlamentu, což francouzské zákony umožňují. Poté je ovšem automaticky nutné hlasovat o vyslovení nedůvěry vládě. V tomto hlasování však Národní sdružení již vládu nepodrželo a ta tak dne 4. prosince 2024 padla. Barnier následně úřadoval v demisi.

## Politický program
Programově koalice slibovala zvrácení důchodové reformy z roku 2023, zvýšení platů státních zaměstnanců a benefitů, navýšení minimální mzdy o 14 %, zmražení cen základních potravin a energií. Potřebné navýšení vládních výdajů má být pokryto znovuzavedením daně z majetku a zrušením možnosti části daňových odpisů pro vysokopříjmové jedince. Stejně tak má dojít k úpravě daně z příjmu u vysokopříjmových skupin.   
Koalice dále žádá dosažení klimatické neutrality do roku 2050. Při usednutí do vlády hodlá koalice prosadit francouzské uznání Státu Palestina a navázání oficiálních diplomatických styků s touto entitou. Koalice hodlá zastropovat důchodový věk na 60 let a také zavést menstruační dovolenou.

## Složení

### Hlavní členské strany
| Název | Název                           | Ideologie                | Pozice                  | Lídr                | Volby 2024 |
| ----- | ------------------------------- | ------------------------ | ----------------------- | ------------------- | ---------- |
|       | La France insoumise             | demokratický socialismus | levice až krajní levice | Manuel Bompard      | 74/577     |
|       | Socialistická strana            | sociální demokracie      | středolevice až levice  | Olivier Faure       | 32/577     |
|       | Les Écologistes                 | zelená politika          | středolevice až levice  | Marine Tondelierová | 16/577     |
|       | Francouzská komunistická strana | komunismus               | levice až krajní levice | Fabien Roussel      | 12/577     |

### Minoritní spojenecké členské strany

Koaliční politické strany, které nominují kandidáty v jednotlivých okresech:
La France Insoumise (229)
Socialistická strana (175)
Les Écologistes (92)
Francouzská komunistická strana (50)
Nezávislí a místní politici (31)

| Název | Název                                | Ideologie                | Pozice                  |
| ----- | ------------------------------------ | ------------------------ | ----------------------- |
|       | Génération.s                         | sociální demokracie      | levice až krajní levice |
|       | Ekosocialistická levice              | eko-socialismus          | krajní levice           |
|       | Republikánská a socialistická levice | demokratický socialismus | levice                  |
|       | Génération écologie                  | ekologismus              | levice                  |
|       | Nová antikapitalistická strana       | antikapitalismus         | krajní levice           |
|       | Nový úděl                            | progresivismus           | levice                  |
|       | Levicová strana                      | eko-socialismus          | levice až krajní levice |
|       | Strana nezávislých pracujících       | marxismus                | krajní levice           |
|       | Place publique                       | sociální demokracie      | středolevice            |
|       | Za lidovou a sociální ekologii       | eko-socialismus          | krajní levice           |
|       | Ekologická revoluce pro život        | práva zvířat             | levice až krajní levice |
|       | Euskal Herria Bai                    | baskické menšinové zájmy | levice                  |
|       | Picardie debout!                     | eko-socialismus          | krajní levice           |
|       | Rézistan's Égalité 974               | demokratický socialismus | levice                  |
|       | Unie pro bezpečný Mayotte            | sociální demokracie      | levice                  |
|       | Tavini huiraatira                    | nezávislost Polynésie    | levice                  |

### Strany podporující koalici
| Název | Název                                      | Ideologie                | Pozice                  |
| ----- | ------------------------------------------ | ------------------------ | ----------------------- |
|       | Ensemble!                                  | socialismus              | levice až krajní levice |
|       | Péyi-A                                     | nezávislost Matiniku     | levice                  |
|       | Demokratická a sociální levice             | demokratický socialismus | levice                  |
|       | Pro lidovou a sociální ekologii            | eko-socialismus          | krajní levice           |
|       | Alsaská alternativa                        | regionalismus            | levice                  |
|       | Společně na našich územích                 | regionalismus            | levice                  |
|       | Heiura-Les Verts                           | zelená politika          | levice                  |
|       | Paříž společně                             | sociální demokracie      | středolevice až levice  |
|       | Progresivní demokratická strana Guadeloupu | sociální demokracie      | středolevice až levice  |
|       | Guayanská socialistická strana             | demokratický socialismus | levice                  |
|       | Františkánské lidové hnutí                 | autonomismus             | levice                  |
|       | Martinická pokroková strana                | autonomismus             | levice                  |
|       | Vybudujte Martinik                         | levicový nacionalismus   | levice                  |
|       | Lidský a důstojný                          | demokratický socialismus | levice                  |
|       | Radikálové Levice                          | radikalismus             | středolevice            |
|       | Závazek                                    | socialismus              | středolevice až levice  |
|       | Občanské a republikánské hnutí             | gaullismus               | levice                  |
|       | Pro Réunion                                | postmarxismus            | levice                  |
|       | Pokrok                                     | sociální demokracie      | středolevice            |
|       | Martinická komunistická strana             | komunismus               | krajní levice           |
|       | Hnutí deokolonizace a sociální emancipace  | levicový nacionalismus   | krajní levice           |
|       | Guadelupská komunistická strana            | komunismus               | krajní levice           |
|       | Martinické hnutí za nezávislost            | levicový nacionalismus   | levice                  |
|       | Martinické demokratické shromáždění        | sociální demokracie      | levice                  |
|       | Hnutí progresivistů                        | progresivismus           | středolevice až levice  |
|       | Allons enfants                             | sociální liberalismus    | středolevice            |
|       | Pirátská strana                            | pirátská politika        | středolevice            |
|       | Bretonská demokratická unie                | levicový nacionalismus   | levice                  |
|       | Inseme a Manca                             | eko-socialismus          | levice                  |
|       | Ghjuventù di Manca                         | zelená politika          | levice                  |
|       | A Manca                                    | levicový nacionalismus   | krajní levice           |
|       | Ecologia Sulidaria                         | zelená politika          | levice                  |

### Členské organizace a odbory
- Národní konfederace práce (CNT)
- Francouzská demokratická konfederace práce (CFDT)
- Národní svaz autonomních odborů (UNSA)
- Jednotná odborová federace (FSU)
- Odborový svaz solidarity (SUD)

- Sdružení pro zdanění finančních transakcí a pro občanskou akci (ATTAC)
- Mladá antifašistická garda (JGA)
- Sdružení Demokracie Ekologie Solidarita (ADES)
- Révolution (R)

## Volební výsledky

### Volby do Národního shromáždění
| Volby | První kolo | První kolo | Druhé kolo | Druhé kolo | Mandáty | Mandáty | Pozice | Postavení |
| Volby | Hlasy      | %          | Hlasy      | %          | Počet   | ±       | Pozice | Postavení |
| ----- | ---------- | ---------- | ---------- | ---------- | ------- | ------- | ------ | --------- |
| 2024  | 9 042 485  | 28.21      | 7 040 198  | 25.81      | 180/577 | ▲25     | ▲1.    | opozice   |